# Bandera de Tenerife

Mapa de la isla de Tenerife, en la que aparece insertada la bandera.

La bandera de Tenerife (Islas Canarias, España) está compuesta por una cruz de San Andrés o cruz de Borgoña blanca sobre fondo azul. Los brazos de la cruz tienen un ancho equivalente a una quinta parte de la anchura de la bandera.
La bandera de Tenerife tiene su origen en la contraseña asignada a la provincia marítima de Canarias por Real Orden de 30 de julio de 1845, que indicaba las "contraseñas que deben largar en el tope mayor los buques mercantes de las diferentes provincias marítimas españolas, al mismo tiempo que arbolan en el pico el pabellón nacional, para distinguirse unos de otros en la mar y a la vista de los puertos".
La codificación de las banderas tomó como base el código de señales marítimas (aleatorio y sin ningún significado territorial) elaborado por el teniente general de la Armada José de Mazarredo en 1791. Para la provincia marítima de Canarias se fijó la “bandera azul con aspas blancas, que tendrán una quinta parte de la bandera.” Esta bandera se corresponde la letra “M-Mike”, en el código internacional de señales marítimas.
Dicha provincia se dividió el 27 de noviembre de 1867 en dos nuevas provincias marítimas: las de Gran Canaria y Tenerife, manteniendo la de Tenerife la bandera de la extinta provincia marítima de Canarias.
Fue aprobada oficialmente como bandera de Tenerife el 9 de mayo de 1989.

## Significado
No existe un significado oficial que justifique los colores de la bandera, aunque tradicionalmente, y con posterioridad a su creación, el color azul marino ha sido identificado con el mar debido al carácter insular de Tenerife y el color blanco a la blancura de la nieve que cubre al Teide y a las cumbres durante el invierno.
El blanco también respondería al nombre que las distintas culturas han dado a Tenerife, así, los Benahoaritas (aborígenes de la isla de La Palma) denominaban a la isla "montaña blanca" o "monte claro": Tener (montaña) e ife (blanca), de donde deriva el actual nombre de la isla. A su vez, los romanos denominaban a la isla Nivaria o Ninguaria (del latín: nix, nivis, nieve), por la nieve del volcán Teide.
Existe una variante que incorpora el Escudo de la isla de Tenerife en el centro, sin embargo este diseño no es oficial (excepto en la bandera de gala). Por esta razón, la de Tenerife es la única bandera insular de Canarias que oficialmente no incluye el escudo.

## Otros datos y leyendas urbanas
Muchas de las banderas de las provincias marítimas de España aún siguen siendo utilizadas cómo bandera de una localidad, provincia o comunidad autónoma. Tal es el caso de las banderas de Alicante, Almería, Bilbao, Cantabria, Ferrol, Galicia, Gijón, etc. 
La bandera de Tenerife, por otra parte, es muy parecida a la bandera de Escocia, aunque esta última tiene un color azul más claro (definido como Pantone 300), mientras que la de Tenerife es azul marino (Pantone 280). Esta específica tonalidad de azul es conocida por ser utilizada por diferentes banderas nacionales tales como la bandera de Francia; la del Reino Unido; la de Australia; y la de Nueva Zelanda, entre otras.
En cuanto al parecido diseño de la bandera de Tenerife con la bandera escocesa, existe una leyenda urbana según la cual los políticos canarios más influyentes pertenecían a la Gran Logia Masónica de Escocia y propusieron un diseño similar a la bandera de Escocia como homenaje al Gran Maestre de la logia escocesa para la provincia marítima del archipiélago, con cabecera en el Puerto de Santa Cruz de Tenerife. Más tarde dicho diseño sería "heredado" por la isla de Tenerife. Otra leyenda dice que fue adoptado este diseño como una señal de respeto a la valentía de los marineros escoceses que lucharon en la batalla de Santa Cruz de 1797, cuando Horatio Nelson intentó invadir la ciudad y el archipiélago.

## Banderas relacionadas

Bandera de la antigua Provincia Marítima de Canarias, en la que se basa la actual Bandera de Tenerife.
Bandera de la provincia de Santa Cruz de Tenerife (no oficial).
Bandera oficial de Escocia, con el mismo diseño que la de Tenerife pero diferente tonalidad de azul.
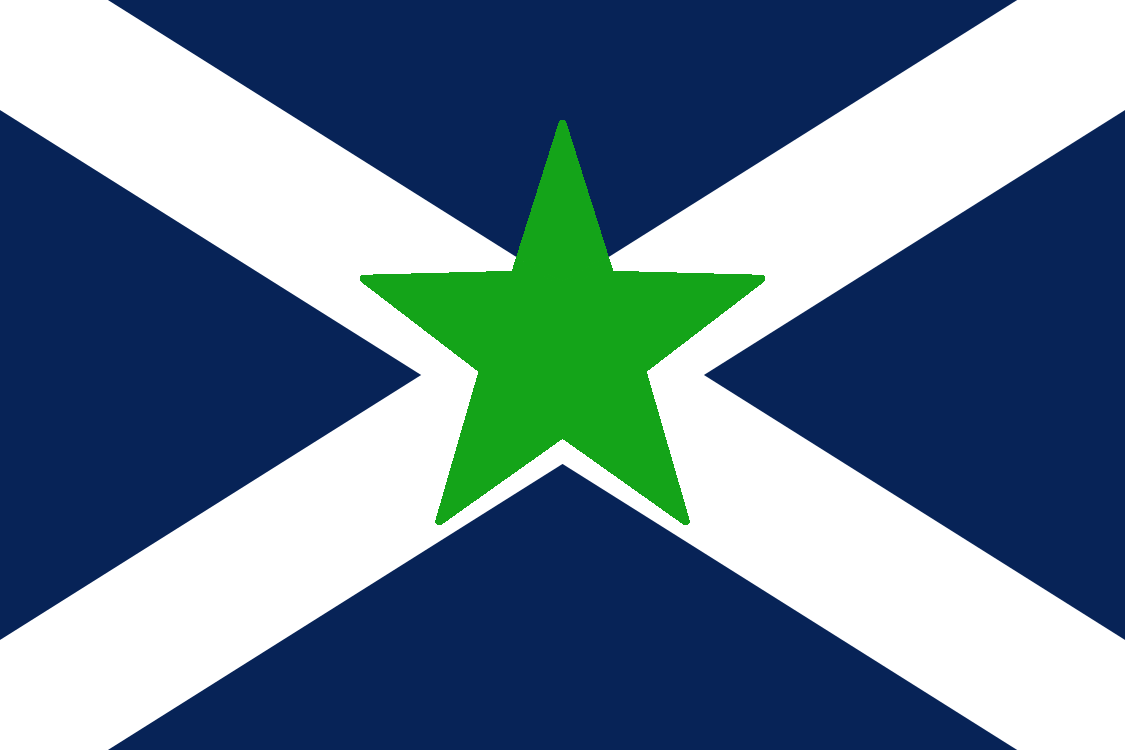
Bandera propuesta para Tenerife en "La bandera nacional canaria, normas, protocolo y uso"